# Heterops loreyi
Heterops loreyi är en skalbaggsart som först beskrevs av Philogène Auguste Joseph Duponchel 1837.  Heterops loreyi ingår i släktet Heterops och familjen långhorningar.
Artens utbredningsområde är Kuba. Inga underarter finns listade i Catalogue of Life.